# Corynocarpus laevigatus
Karaka (Corynocarpus laevigatus) es un árbol laurifolio y perennifolio con grandes hojas lustrosas endémico de Nueva Zelanda, donde se encuentra disperso principalmente en zonas costeras, con frecuencia formando un componente mayor de bosques costeros, sin embargo es raramente un árbol dominante. Es un árbol típico de laurisilva. El nombre común karaka viene del idioma maorí, y ha formado parte del término maorí para designar el color naranja, el color del fruto. Un nombre alternativo, que es poco usado fuera de la jardinería es laurel de Nueva Zelanda. En las Islas Chatham, se le llama 'Kopi', su nombre en el idioma moriori.

## Distribución
El karaka está distribuido en muchas zonas costeras. A veces el karaka crece tierra adentro, usualmente como el resultado de la dispersión de sus semillas por las aves o plantaciones maoríes cerca de antiguos poblados. El árbol es endémico de Nueva Zelanda, donde la distribución natural no es clara por las plantación extensiva de los maoríes. Los requerimientos ecológicos de la especie, son los propios de la laurisilva y como la mayoría de sus contrapartidas laurifolias en el resto del mundo, es una especie vigorosa y con una gran capacidad de repoblación en el hábitat que le es propicio. El árbol es común en toda la isla Norte, en la isla Sur se extiende hasta la Península Banks y Okarito, también se le halla en las Three Kings Islands, en la isla Raoul, islas Kermadec, y en las islas Chatham. En las dos últimas localidades la presencia del árbol es probablemente el resultado de la dispersión por columbiformes o plantaciones polinesias. La mayor parte de los botánicos aceptan que solamente es nativo de la mitad norte de la isla norte.

## Descripción

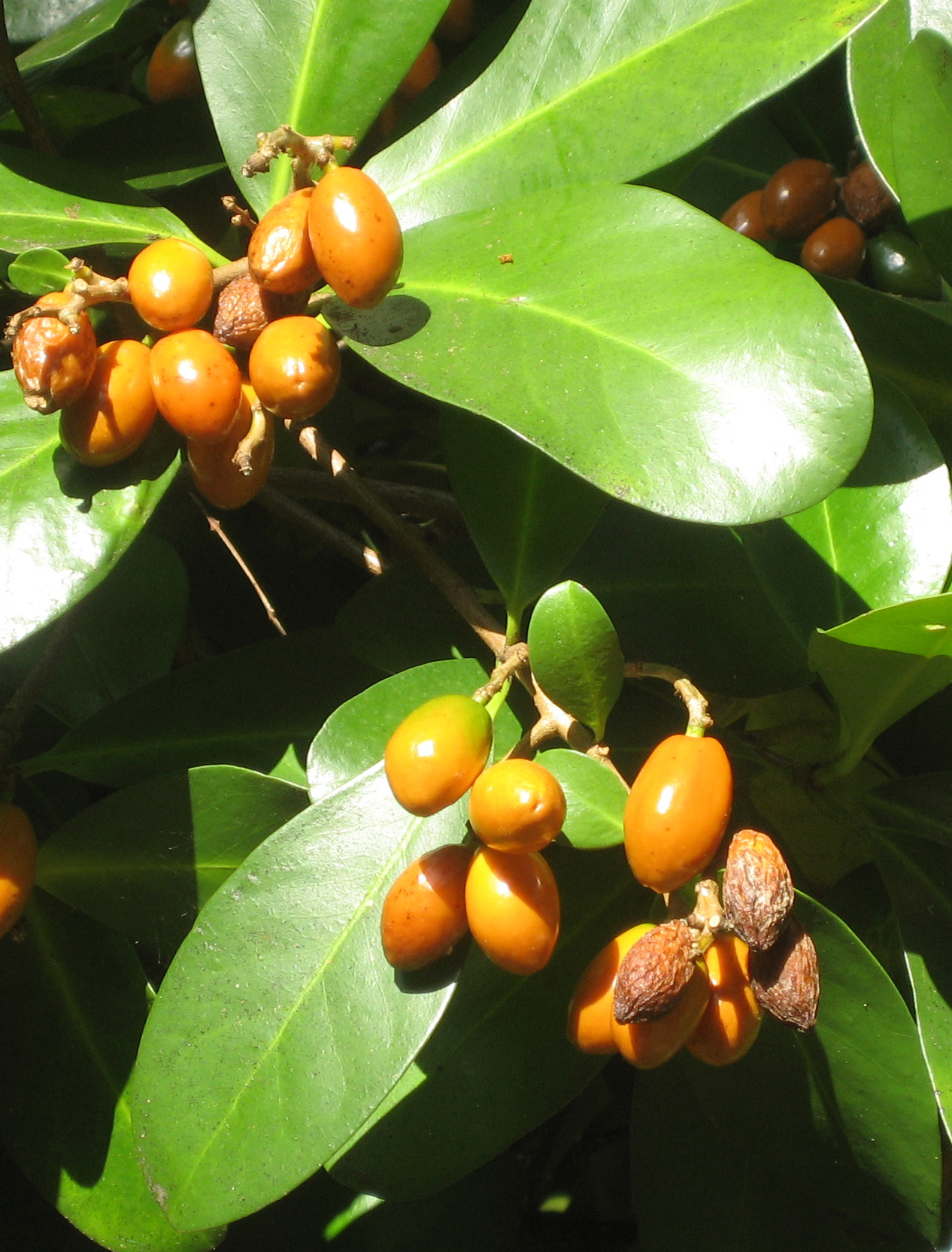
La fruta naranja, producida en verano, contiene semillas altamente venenosas

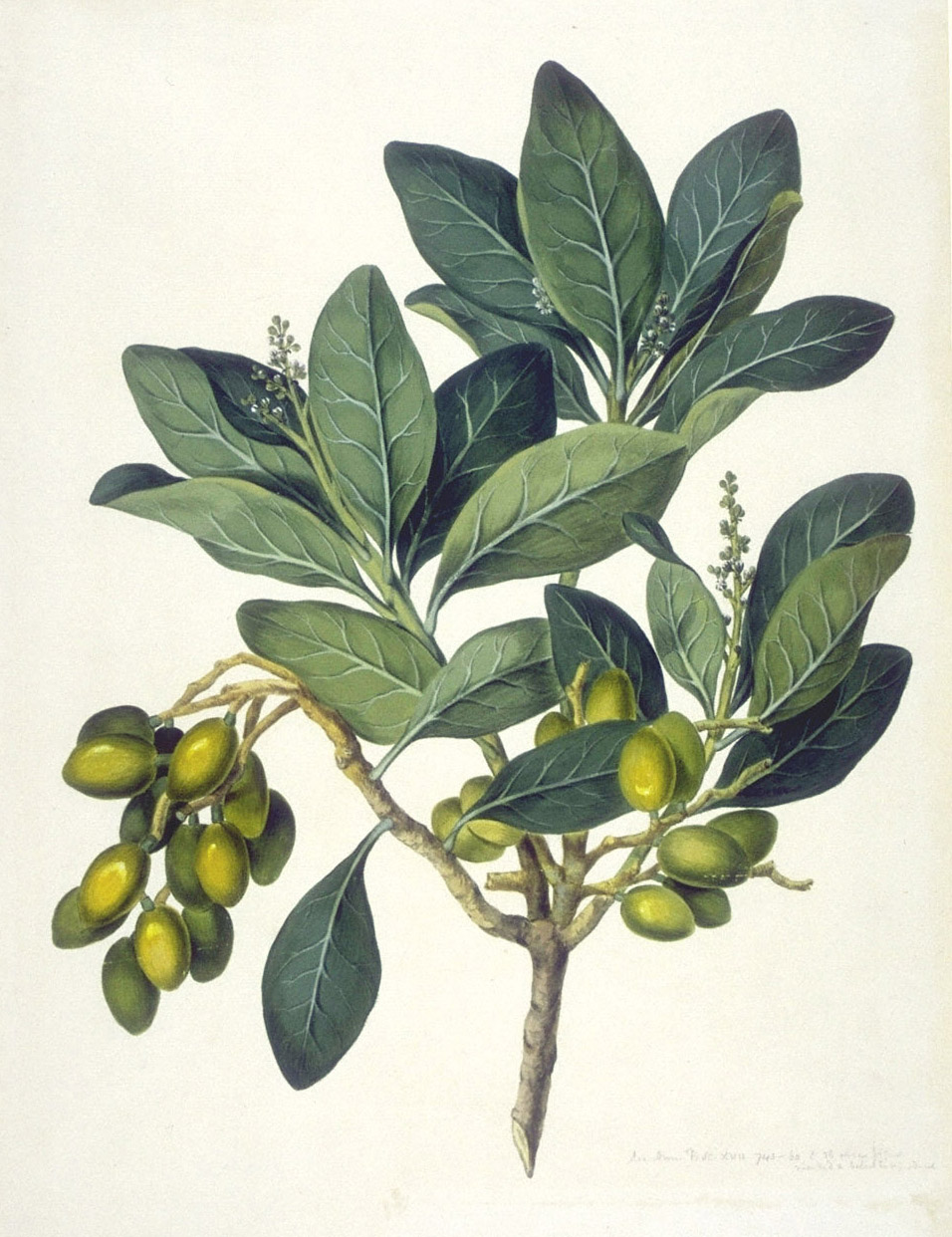
Ilustración

El karaka es un árbol de copa grande y frondosa con el tronco erecto y ramas que se expanden. Crece a alturas de hasta 15 metros y tiene un tronco robusto de hasta 1 metro de diámetro. Las hojas son verde oscuras en el haz y más pálidas en el envés, 50 a 200mm de ancho y 30 a 70 mm de ancho. Las hojas son brillosas. En invierno y primavera (agosto a noviembre) produce panículos anchos y erectos de diminutas flores con pecíolos de10-15 mm de largo. Las flores individuales miden de 4 a 5 mm de diámetro, crema-verdosas a blanco apagado o amarillo pálido. El fruto es una drupa ovoide de 25 a 46 mm de largo, con la carne de color amarillo pálido a naranja, y la semilla es una nuez solitaria. El fruto madura en verano y otoño, enero a abril. 

## Semillas venenosas
La pulpa de la fruta es comestible, sin embargo amarga, pero las semillas frescas contienen el letal alcaloide venenoso karakina (un éster de la glucosa con del ácido 3-nitropropanoico). Relatos del siglo XIX reportan que un proceso extensivo fue usado por los maoríes para convertir a las semillas en una forma comestible, y mencionan que si el proceso no era hecho con el más minucioso cuidado, el envenenamiento podría resultar en síntomas incluyendo convulsiones violentas y severos espasmos musculares que podían dejar las extremidades permanentemente fijadas en posiciones torcidas. La muerte resultaba en pocos casos. En la Nueva Zelanda de hoy en día, ninguna parte de la planta o el árbol se come.

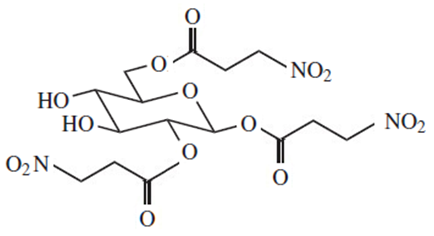
Karakina

## Cultivo
El karaka germina fácilmente de semilla fresca, pero las estacas y plantones enraízan con dificultad. Las plantas jóvenes son sensibles a las heladas y al frío. El árbol con frecuencia se naturaliza en hábitats favorables. Es común en cultivo y ampliamente disponible en Nueva Zelanda y climas adecuados en otras partes. Se le considera una peste en Hawái para el ecosistema autóctono.

## Taxonomía
Corynocarpus laevigatus fue descrita por J.R.Forst. & G.Forst. y publicado en Characteres Generum Plantarum 1: 16. 1775.